# We Write the Story
A We Write the Story Avicii svéd DJ és zenei producer illetve az ABBA együttes tagjaiként ismert Björn Ulvaeus és Benny Andersson dala. Az iTunes és a Spotify szerint a dal előadói Avicii, B&B & Choir. A 2013-as Eurovíziós Dalfesztivál himnusza volt, és a döntő napján, 2013. május 18-án jelent meg. A dal legjobb helyezése a 73. volt a holland kislemezlistán.

## A kislemez dalai és formátuma
Digitális letöltés
1. We Write the Story – 6:33
2. We Write the Story (Edited Version) – 4:04

## Közreműködők
- Benny Andersson – kompozíció, vokál
- Avicii – kompozíció
- Choir – vokál
- Ash Pournouri – kompozíció
- Björn Ulvaeus – kompozíció, vokál

## Slágerlistás helyezés
| Lista (2013)               | Legjobb helyezés |
| -------------------------- | ---------------- |
| Hollandia (Single Top 100) | 73               |

## Fordítás
- Ez a szócikk részben vagy egészben  a   We Write the Story című angol Wikipédia-szócikk fordításán alapul.  Az eredeti cikk szerkesztőit annak laptörténete sorolja fel. Ez a jelzés csupán a megfogalmazás eredetét és a szerzői jogokat jelzi, nem szolgál a cikkben szereplő információk forrásmegjelöléseként.